# Jaques of London
John Jaques of London foi o artesão britânico que, juntamente com Nathaniel Cook, criou o modelo de peças Staunton em 1849.